# Underneath
«Underneath» es el primer sencillo del álbum Flavors of Entanglement de Alanis Morissette lanzado en junio de 2008 y producido por Guy Sigsworth. El sencillo tenía como fecha inicial de salida el 25 de marzo en forma de descarga digital, pero se retrasó al 15 de abril, aunque fue presentado el 15 de septiembre de 2007 junto a un clip en el Elevate Festival en Los Ángeles, donde se presentaron 14 videos que fueron grabados, producidos y editados en menos de 2 días. El video fue dirigido por Matt Docter y Rick Frazier y producido por Docter Twins. De acuerdo a Morissette, Underneath es sobre como solo puedes cambiar al mundo después de que tú te cambies a ti mismo.
En diciembre de 2008 Underneath había vendido 76.000 descargas en EE. UU.

## Video musical
El video musical para “Underneath” fue estrenado el 15 de septiembre en Los Ángeles, como parte de Elevate Film Festival.  El video fue dirigido por Matt Doctor y Ric Frazier y producido por los Doctor Twins. El propósito de este festival era crear documentales, videos musicales, narraciones y cortos respecto a temas para elevar el nivel de conciencia humana en la tierra. Un video oficial, dirigido por Sanji, fue lanzado en mayo del 2008.

## Críticas
En enero del 2008, la revista New York nombró a "Underneath" "la mejor canción que hemos escuchado en todo el día" y About.com dijo que el video "es un buen trabajo visual y un gran recordatorio de los talentos de Alanis", y que la letra de la canción era un "clásico de Alanis". La revista Blender le dio al video dos estrellas. Underneath fue certificada Diamante por vender 500,000 descargas digitales en Brasil. Morissette es la única artista femenina de todos los tiempos en tener una canción certificada Diamante en ese país.

## Lista de canciones
2-track CD-single
1. "Underneath" (álbum versión) - 4:07
2. "20/20" - 4:17

3-track CD-single
1. "Underneath" (álbum versión) - 4:07
2. "20/20" - 4:17
3. "Underneath" (Josh Harris remix) - 7:19

UK/Ireland iTunes Digital Single
1. "Underneath" (álbum versión) - 4:07
2. "Underneath" (Josh Harris remix) - 7:19

US Promotional Remix CD
1. Josh Harris Remix - 7:18
2. Josh Harris Radio Edit - 3:39
3. Morgan Page Vox Mix - 7:45
4. Morgan Page Mixshow Edit - 5:20
5. RedTop Main Mix - 6:33
6. RedTop Mix Show Edit - 4:49

US Digital Promotional Remixes
1. Josh Harris Club Mix
2. Morgan Page Vox Mix
3. RedTop Main Mix
4. Lost Daze Extended Mix
5. John Dahlbäck Remix
6. Dave Armstrong & Redroche Remix
7. The Whatever/Whatever Remix
8. Zoned Out Remix

## Posicionamiento
| Listas (2008)                          | Posicionamiento |
| -------------------------------------- | --------------- |
| Austria Singles Top 75                 | 10              |
| Bélgica Ultratop 50                    | 16              |
| Canadá Hot 100                         | 15              |
| European Hot 100 Singles               | 85              |
| Alemania Singles Top 100               | 32              |
| Italia Singles Chart                   | 8               |
| Japón Hot 100                          | 30              |
| Suiza Singles Top 100                  | 16              |
| Reino Unido Singles Chart              | 99              |
| U.S. Billboard Hot Adult Top 40 Tracks | 27              |
| U.S. Billboard Hot Dance Club Play     | 45              |
| U.S. Hot Video Clip Tracks             | 25              |
| U.S. Triple A Chart                    | 17              |
| Argentina Top 100                      | 7               |